# Kolberg-Klasse
Die Kolberg-Klasse war eine Reihe von Kleinen Kreuzern der Kaiserlichen Marine. Sie war 1906/07 als Nachfolger der Dresden-Klasse entworfen worden. Die vier Schiffe wurden nach deutschen Städten benannt und 1909/10 in Dienst gestellt. Die Kolberg-Klasse war die erste Klasse, in der alle Schiffe Turbinenantrieb erhielten. Zwei Schiffe gingen schon zu Beginn des Krieges im Seegefecht bei Helgoland verloren.
Die beiden anderen, seit 1916 nur noch in der Ostsee im Einsatz, überstanden den Krieg und wurden 1920 ausgeliefert. Die Kolberg kam bei der französischen Marine als Colmar noch in den Flottendienst und war deren Flaggschiff im Fernen Osten.

## Technik
Die Kolberg-Klasse war, nach drei Schiffen innerhalb der vorangehenden Klassen, die erste Serie nur mit Turbinenantrieb, allerdings waren die vier Schwesterschiffe mit Turbinen verschiedener Hersteller ausgestattet. Die drei Vorläufer waren alle von Parsons-Turbinen angetrieben worden, die jetzt nur auf der bei der Kaiserlichen Werft in Kiel gebauten Augsburg zum Einbau kamen. Das bei Schichau gebaute Typschiff Kolberg wurde mit Melms & Pfenninger-Turbinen ausgestattet. Die AG Vulcan in Stettin gebaute Mainz erhielt AEG-Curtis-Turbinen, die in Kiel auf der Germaniawerft gebaut Cöln Germania-Turbinen.
Die Kleinen Kreuzer der Kolberg-Klasse waren die letzten, welche einen Rammbug hatten. Im Vergleich zu den vorherigen Kreuzerklassen war dieser aber schon nicht mehr so deutlich ausgeprägt. Ansonsten waren die Schiffe seither stetig vergrößert und mit einem stärkeren Antrieb versehen worden. Sie waren 130,5 m lang, verdrängten konstruktiv 4.362 t und sollten 25,5 Knoten erreichen. Im Unterschied zur Bremen-Klasse waren sie ca. 20 m länger, verdrängten ungefähr 1.000 t mehr und waren 3,5 Knoten schneller.
Die Melms & Pfenniger-Turbinen der Kolberg sollten 19.000 PS leisten und mit vier Wellen 25,5 Knoten erreichen. Auf ihren Probefahrten erreichte sie 30.400 PS und mit 26,3 Knoten die geringste Geschwindigkeit der Klasse.
Die als erste in den Flottendienst gelangte Mainz hatte eine Zweiwellen-AEG-Curtiss-Turbinen-Anlage, die 20.200 PS und 26 Knoten leisten sollte, und bei den Probefahrten 22.040 PS und mit 26,8 Knoten die bis dahin höchste Geschwindigkeit eines deutschen Kleinen Kreuzers erreichte.
Die nach der Kolberg als drittes Schiff zum Einsatz gekommene Augsburg hatte eine Vierwellen-Parsons-Turbinen-Anlage, die 19.000 PS und 25,5 Knoten leisten sollte, und bei den Probefahrten mit 31.033 PS den Konstruktionswert weit übertraf und 26,7 Knoten erreichte.
Die als letzte Einheit fertiggestellte Cöln hatte eine Zweiwellen-Germania-Turbinen-Anlage, die 19.000 PS und 25,5 Knoten leisten sollte, und bei den Probefahrten 29.036 PS und 26,8 Knoten erreichte.
Bei der Bewaffnung hatte man auf dem mittleren Oberdeck erstmals zwei weitere 10,5 cm Schnell-Ladekanonen L/45 installiert, so dass diese Kreuzer davon insgesamt zwölf besaßen. Im Laufe des Krieges wurden auf den verbliebenen Kreuzern, der Kolberg und der Augsburg, die 10,5-cm-Geschütze gegen sechs 15-cm-Schnell-Ladekanonen L/45 ausgetauscht.
Bei den vier Schwesterschiffen gab es einige deutliche Unterschiede. So führte z. B. die Augsburg statt eines Städtewappens eine Bugzier und hatte an beiden Masten nur jeweils einen Scheinwerfer installiert.